# Cubus Kunsthalle

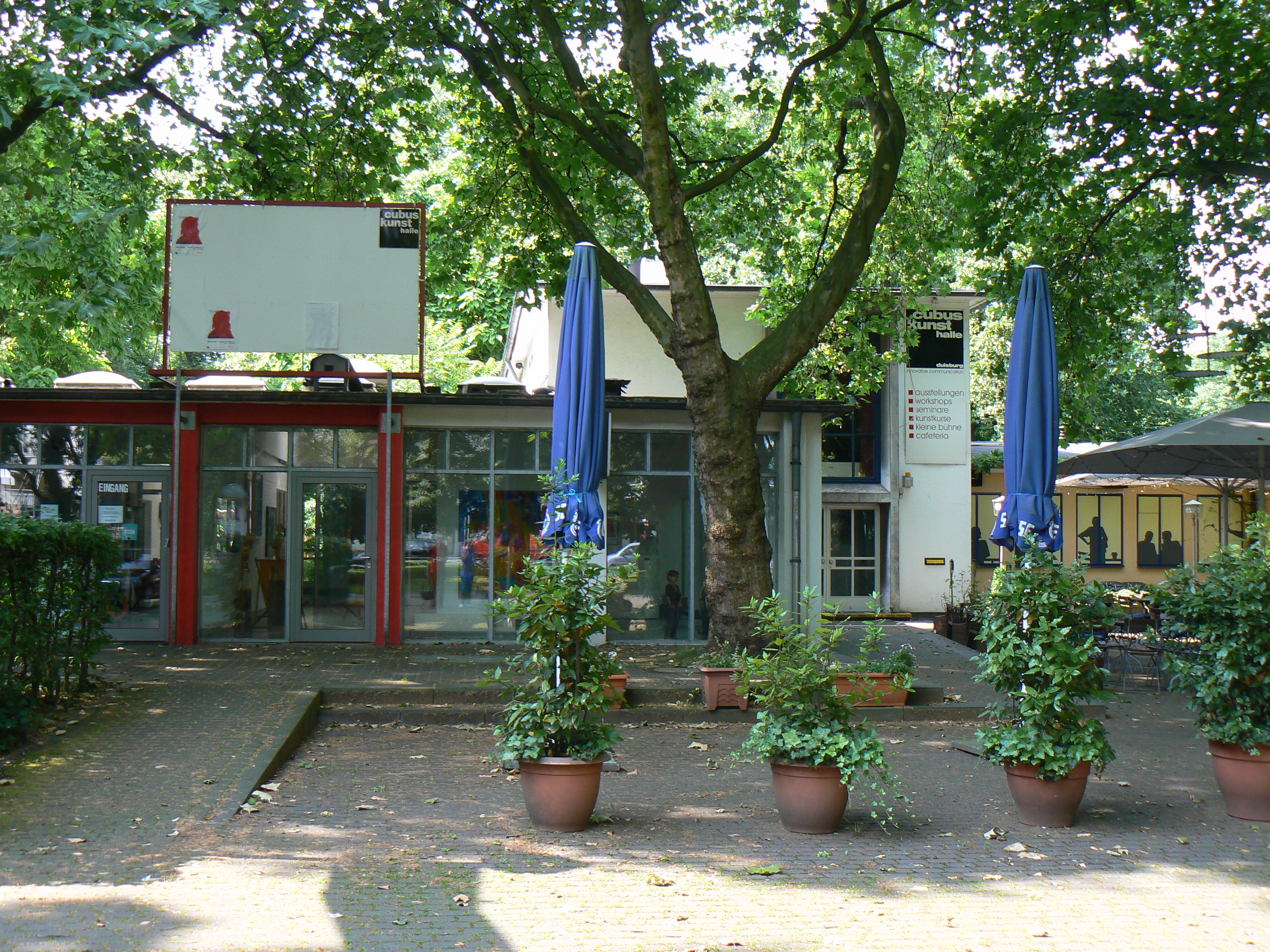
Kunsthalle Duisburg

De Cubus Kunsthalle is gelegen in het Kantpark, naast het Lehmbruck-Museum en het bijbehorende Beeldenpark van het Lehmbruck-Museum, in Duisburg.
De kunsthal beschikt niet over een eigen museumcollectie en is bestemd voor wisseltentoonstellingen met de nadruk op moderne en hedendaagse kunst. Voornamelijk jonge kunstenaars met nieuw ideeën zullen hier worden geëxposeerd. De kunsthal is een voortzetting van het voormalige Niederrheinische Museum. In 1995 werd na omvangrijke verbouwingen het voormalige museum als nieuw cultuurpodium, gedragen door privé initiatief maar ondersteund door de stad Duisburg, heropend.
Naast de functie van tentoonstellingsruimte biedt de kunsthal een compleet cultureel programma in de cubus culture club met lezingen, concerten en cabaret. Diverse ruimtes zijn beschikbaar voor verhuur aan bedrijven en verenigingen om de financiering van overheid en sponsoren aan te vullen.